# 马里劳动党
马里劳动党（法語：Parti malien du travail，缩写为PMT）是马里的一个共产主义政党。该党成立于1965年。它的意识形态是共产主义、马克思列宁主义、霍查主义。它的政治立场是极左翼。它曾经支持马里总统阿马杜·图马尼·杜尔。